# 罗仲霍
罗仲霍（1881年—1911年），广东惠州人，黄花岗七十二烈士之一。
1906年毕业于槟榔屿师范学堂，曾任职于吉隆坡尊孔学堂。接触到孙中山的革命理念后加入了南洋同盟会。他于1911年赴广州参与起义，被捕後被處決。